# سیتروئن سی۶
سیتروئن سی۶ (به انگلیسی: Citroën C6) از خودروهای تولید شده توسط شرکت فرانسوی سیتروئن بود که از سال ۲۰۰۵ تا ۲۰۱۲ تولید می‌شد. در طراحی سیتروئن سی۶ از خودروی مفهومی سیتروئن به نام سی۶ Lignage الهام گرفته شده‌است.
طراحی کلی سی۶ با الهام از نمونه اولیه سیتروئن سی۶ Lignage، که برای اولین بار در نمایشگاه خودرو ژنو در بهار ۱۹۹۹ به نمایش درآمد انجام شده بود؛ اما در برخی جزئیات (مانند نداشتن درهای خودکشی در عقب برای دسترسی آسان) با مدل مفهومی متفاوت است. سی۶ به عنوان جایگزینی برای ایکس‌ام در نظر گرفته شده بود و سیتروئن قصد داشت آن را قبل از پایان سال ۲۰۰۰ عرضه کند؛ ولی در عمل عرضهٔ آن به بازار در نوامبر ۲۰۰۵ و در حدود ۵ سال دیرتر از برنامه‌ریزی سیتروئن انجام شد. تولید مدل ایکس‌ام در ژوئن ۲۰۰۰ و تقریباً ۶ سال قبل از عرضه سی۶ به بازار متوقف شد.

## تاریخچه

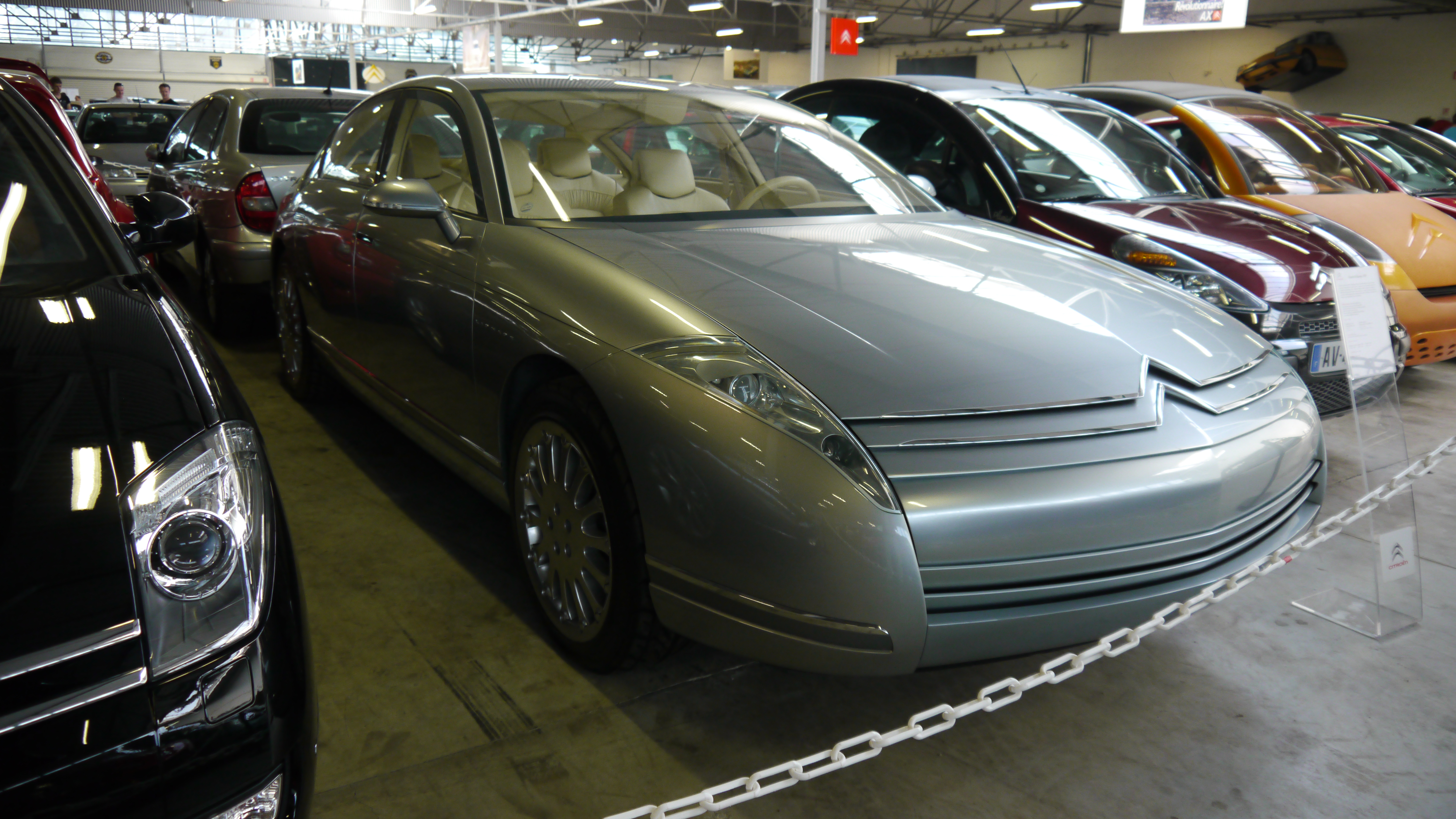
خودروی مفهومی سیتروئن سی۶ Lignange تولید شده در سال سال ۱۹۹۹، مدل سی۶ از روی همین خودرو طراحی شد.

تولد این ماشین به سال ۱۹۹۹ و نمایشگاه اتومبیل ژنو بر می‌گردد. سیتروئن که همواره به دلیل ارائه ایده‌های منحصر به فرد و خاص شناخته می‌شد، یک خودروی مفهومی خارق‌العاده و کشیده به نام سی۶ Lignange در این نمایشگاه به نمایش گذاشت.Lignage در آن سال‌ها بلندپروازانه‌تر از آن به نظر می‌رسید که حتی با بهینه‌سازی‌های اساسی هم بتواند جای سیتروئن ایکس‌ام را (که در سال‌های دهه ۹۰ میلادی نقش پرچمدار کمپانی سیتروئن را بازی می‌کرد) پرکند. با این حال سیتروئن که خواب دیگری برای این کانسپت فضایی دیده بود و قصد تسلیم شدن در بازار خودروهای لوکس را نداشت در کمال ناباوری شش سال بعد در سال ۲۰۰۵ در کمال ناباوری پرده از چهره پرچمدار جدید این کمپانی یعنی سی۶ (که دقیقاً در چارچوب مدل کانسپت طراحی شده بود) برداشت.

## طراحی

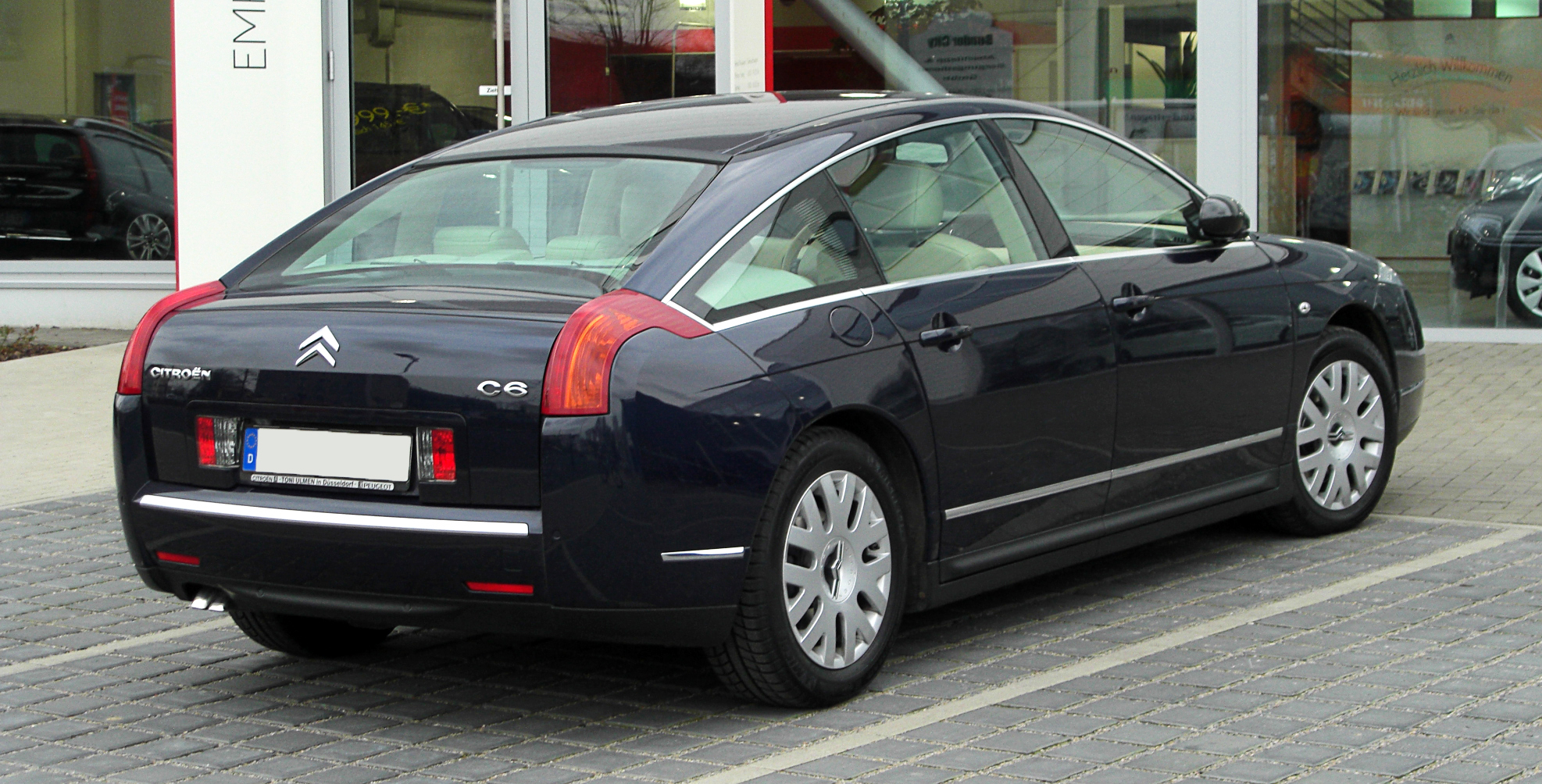
سیتروئن سی۶، نمای عقب

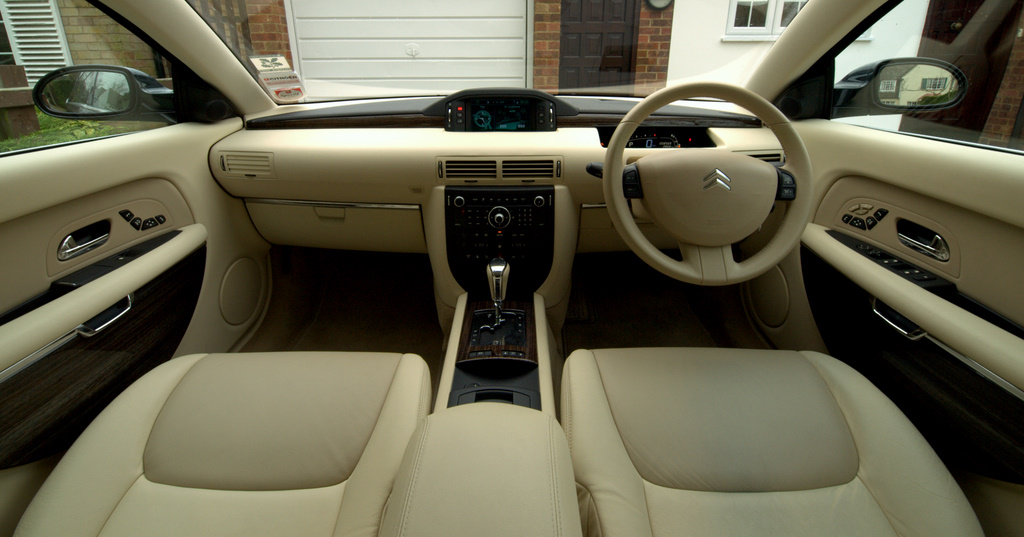
سیتروئن سی۶، نمای داخلی

سی۶ از دیدگاه طراحی بازگشت سیتروئن به ریشه‌ها و اصالت خود بود. در نگاه اول نمای جلو با وجود سادگی و ظرافت‌های خود کمی نامانوس به چشم می‌آمد. این ابهام بیشتر مدیون دو نوار کرومی و طویلی است که به صورت افقی از دو لبه شیروانی لوگوی سیتروئن تا رسیدن به چراغها ادامه پیدا کرده‌است؛ و جلوپنجره این ماشین را شکل داده‌است. چراغها به گونه ای جذاب و چشمگیر تا میانه‌های گلگیر کشیده شده‌اند اما با وجود جلو پنجره و نوار عریض مجالی برای خودنمایی از روبرو ندارند. زمانی به اوج زیبایی و بلوغ طراحی سی۶ پی می‌برید که از نمای سه چهارم یا نیمرخ متمایل به جلو به آن دقت کنید. بازی آرام خطوط و حجم‌ها تیز و شکسته در اوج سادگی چهره ای نافذ و ترکیبی متفاوت تر از هر سدان دیگری به سی۶ بخشیده‌اند. پنل درها و قاب پنجره‌ها فرمی کاملاً هندسی و چهار گوش دارند و در این بین ابعاد بزرگ پنجره‌ها علاوه بر تکمیل جنبهٔ زیبایی میدان دید وسیعی را نیز در اختیار سرنشینان قرار می‌دهند. شیشه سوم یا لچکی نیز به تنهایی فضایی معادل شیشهٔ عقب یک خودرو گرن تورر لوکس را اشغال کرده‌است. قاب دور پنجره‌ها همانند چیزی که در برخی از کوپه‌های چهار در می‌بینیم حذف شده و این بخش اصطلاحاً به صورت Frameless طراحی شده‌است. قدری که به سمت عقب برویم با ترکیبی گنگ و سؤال برانگیز روبرو می‌شویم و ذهن مان در ابتدا به علت زاویه تند ستون پشتی و شیشه مقعر و نیم دایره ای شکل این بخش به سمت یک خودرو لیفت‌بک مانند ایکس‌ام یا زانتیا معطوف می‌شود. اما با وجود چنین ترکیبی در عریض صندوق بار به صورت جداگانه از بین دو چراغ بومرنگی شکل عقب باز می‌شود. با گذر از این بخش و نگاهی به فضای کابین سیتروئن سی۶ متوجه هماهنگی کامل این بخش با پیکره خودرو می‌شویم. فضایی مدرن، بی شباهت به هیچ خودروی دیگر و البته دلباز. دلباز یعنی میدان دیدی فراتر از استانداردهای این کلاس که به لطف شیشه‌های بزرگ و طراحی نوآورانه داشبورد کاملاً صاف در نظر گرفته شده و به جز مانیتور سامانه اطلاعاتی سرگرمی هیچ برآمدگی دیگری روی سطح داشبورد دیده نمی‌شود. نمایشگر دیجیتالی پشت آمپر در یک حفره باریک و مستطیلی به شکلی پنهان شده که خود کمک بسیار زیادی به تسلط راننده به جاده می‌کند. به علاوه فضای سر و پا در هردو ردیف بزرگ و کافی به نظر می‌رسد.

## ایمنی و تجهیزات
در لیست امکانات رفاهی سی۶ به مواردی همچون نمایشگر HUD، هشدار انحراف از مسیر، لامپ‌های زنون با قابلیت جهت‌گیری، سیستم تعلیق فوق پیشرفته +3 Hydractive با کمک فنرهای تنظیم شونده به صورت الکترونیکی و بالچه تنظیم شونده عقب برمی‌خوریم. سطحی از تجهیزات که در آن زمان در خودروهای آلمانی یافت نمی‌شد. سی۶ همچنین نخستین خودرویی بود که موفق به کسب چهار ستاره ایمنی عابر پیاده از سوی مؤسسه یورو ان‌سی‌ای‌پی شد.

## تعلیق و پیشرانه
زمانی که صحبت از یک سیتروئن لوکس به میان می‌آید نمی‌توان انتظار رفتار دینامیکی خیره‌کننده ای را داشت. در واقع ذات یک سیتروئن همیشه آرام و بی تنش بوده و است. با اینحال خودروساز فرانسوی هر آنچه در توانش بوده برای سی۶ مایه گذاشته. یک پیشرانه شش سیلندر وی شکل بنزینی به حجم سه لیتر و توان ۲۱۱ اسب بخار و دو پیشرانه دیزلی شش سیلندر وی شکل و ۴ سیلندر به قدرت‌های ۲۰۴ و ۱۷۰ اسب بخار لیست قوای محرکه را تشکیل می‌دهند ضمن اینکه انتقال قدرت به وسیلهٔ یه جعبه‌دنده شش سرعته خودکار یا دستی به چرخ‌های جلو صورت می‌پذیرد. به نظر نمی‌رسد سی۶ با پیشرانه‌های فوق و وزن ۱۸۰۰ کیلوگرمی کمبود محسوسی به لحاظ قدرت و کشش داشته باشد اما آنچه سی۶ را به لحاظ دینامیکی متفاوت تر از ساخته‌های دیگر سازندگان قرار می‌دهد نه سرعت و تاب بلکه عملکرد جادویی سیستم هیدرو پنوماتیک آن است. در واقع سامانه هیدراکتیو ۳+ با نام اختصاصی AMVAR هوشمند تر و نرم‌تر از تمام سیتروئن‌هایی بود که از سیستم هیدروپنوماتیک استفاده می‌کردند تا جایی که بیشتر رسانه‌های خودرویی در آن زمان سی۶ را با القابی همچون قالیچه پرنده و سفینه ای بر روی ابرها خطاب کردند. یکی از ویژگی‌های این سیستم تنظیم فعال ارتفاع براساس سرعت و مسیر حرکت خودرو است. واحد الکترونیکی تعلیق در سرعت‌های بالا و مسیرهای مسطح با صدور دستور کاهش ارتفاع خودرو به میزان ۱۰ میلی‌متر باعث بهبود پایداری و هندلینگ خودرو می‌شود که با کاهش سرعت بلافاصله به حالت اصلی خود برمی گردد. این سازوکار در سطوح نامسطح کارکرد متفاوتی از خود نشان می‌دهد. به گونه ای که تا پیش از رسیدن به سرعت ۶۰ کیلومتر ارتفاع سورای بالاتر از حد نرمال است و به محض گذر از رقم خود به ارتفاع نرمال خود بر می‌گردد. به علاوه اینکه راننده می‌تواند به وسیلهٔ یک کلید و به صورت دستی نیز سختی و نرمی رانش را کنترل کند.

## توقف تولید
تولید سیتروئن سی۶ در سال ۲۰۱۲ به دلیل آمار ناامیدکننده فروش (حدود ۲۴ هزار دستگاه) برای همیشه خاتمه یافت. البته پس از آن شایعاتی مبنی بر جایگزینی آن با کانسپت Numera9 یا Metropolis مطرح شد اما هرگز به واقعیت نپیوست.

## آمار تولید و فروش
| سال  | تولید جهانی | فروش جهانی | یادداشت                                                                              |
| ---- | ----------- | ---------- | ------------------------------------------------------------------------------------ |
| ۲۰۰۵ | ۴۰۰         | ن/م        |                                                                                      |
| ۲۰۰۶ | ۷۱۰۰        | ن/م        |                                                                                      |
| ۲۰۰۷ | ۷۶۰۰        | ن/م        | در سیتروئن تا سال ۲۰۰۷ ۱۷٬۱۰۰ دستگاه از خودروی سی۶ تولید شده.                        |
| ۲۰۰۸ | ۲۸۰۰        | ن/م        |                                                                                      |
| ۲۰۰۹ | ۱۰۰۰        | ۱۵۰۰       |                                                                                      |
| ۲۰۱۰ | ۱۱۰۰        | ۱۴۰۰       |                                                                                      |
| ۲۰۱۱ | ۱۰۲۹        | ۹۲۲        | مجموع تولید به ۲۲٬۰۰۴ دستگاه رسید. مجموع فروش در استرالیا از مرز ۱۹٬۴۰۰ دستگاه گذشت. |
| ۲۰۱۲ | ۱۴۰۰        | ۱۶۰۰       | مجموع تولید به ۲۳٬۴۰۰ دستگاه رسید.                                                   |

## نسل دوم (۲۰۱۶–اکنون)

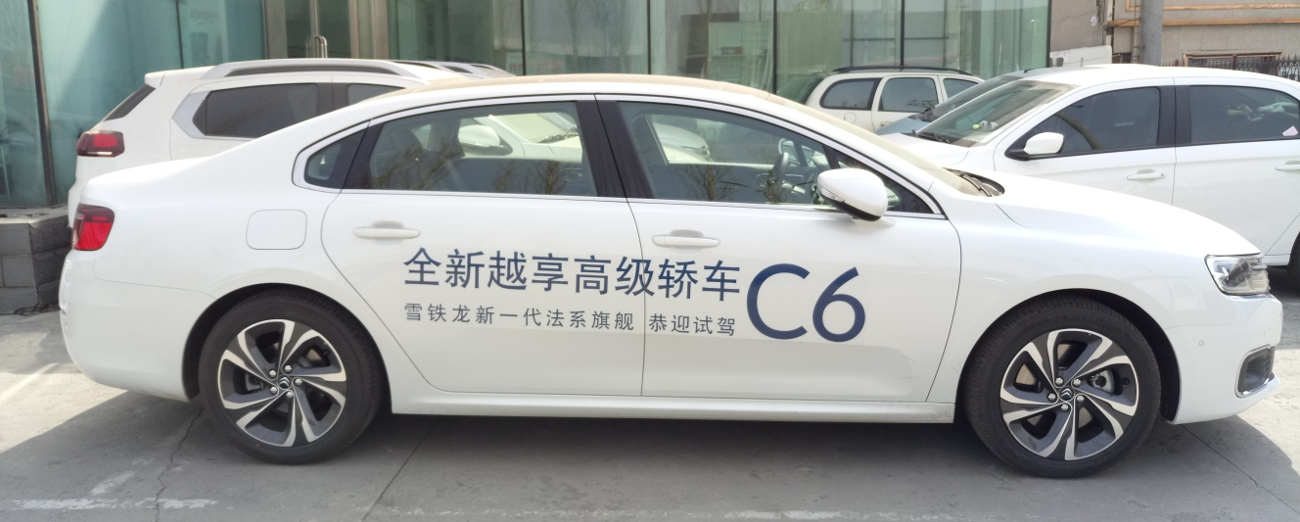
سیتروئن سی۶ II، نمای پهلو

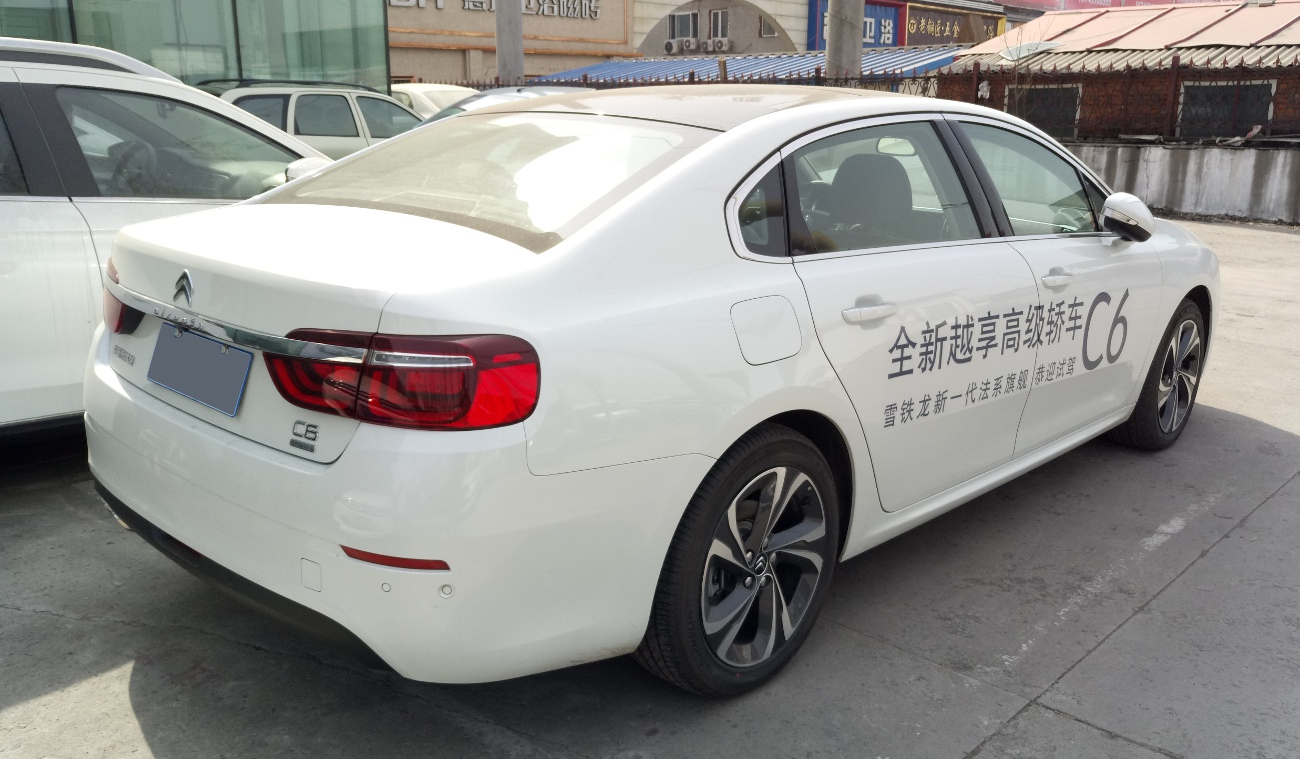
سیتروئن سی۶ II، نمای عقب

تولید نسل جدیدی از سیتروئن سی۶ در چین از اوایل سال ۲۰۱۶ آغاز شده و تاکنون ادامه دارد. این خودرو از پلت فرم EMP2 پی‌اس‌ای بهره می‌برد. قیمت این خودرو در چین از ۱۸۹٬۹۰۰ یوان شروع شده و فول‌ترین نسخه آن ۲۷۹٬۹۰۰ یوان قیمت دارد. این خودرو با اینکه نام سیتروئن سی۶ را یدک می‌کشد اما با سی۶ اصلی تفاوت‌های فراوانی دارد.